# Vladyslav Dmytrenko
Vladyslav Mykolajovyč Dmytrenko (in ucraino Владислав Миколайович Дмитренко?; Luc'k, 24 maggio 2000) è un calciatore ucraino, centrocampista del Metalist 1925.

## Caratteristiche tecniche
È un centrocampista offensivo che agisce sulla trequarti.

## Carriera

### Club
Cresciuto nel vivaio del Volyn' il 24 settembre 2016 esordisce in Prem"jer-liha con la prima squadra, in occasione della partita persa per 3-0 contro lo Šachtar. Nel 2018 si trasferisce in Germania, al Viktoria Colonia, dove tuttavia non riesce a trovare spazio. Tornato in Ucraina, si accasa al Metalist 1925, con cui nel 2021 ottiene la promozione in massima serie dalla Perša Liha 2020-2021.

### Nazionale
Ha all'attivo otto presenze con la rappresentative giovanili ucraine Under-16 e 19.

## Statistiche

### Presenze e reti nei club
| Stagione             | Squadra              | Campionato           | Campionato | Campionato | Coppe nazionali | Coppe nazionali | Coppe nazionali | Coppe continentali | Coppe continentali | Coppe continentali | Altre coppe | Altre coppe | Altre coppe | Totale | Totale | Totale |
| Stagione             | Squadra              | Comp                 | Pres       | Reti       | Comp            | Pres            | Reti            | Comp               | Pres               | Reti               | Comp        | Pres        | Reti        | Pres   | Reti   |        |
| -------------------- | -------------------- | -------------------- | ---------- | ---------- | --------------- | --------------- | --------------- | ------------------ | ------------------ | ------------------ | ----------- | ----------- | ----------- | ------ | ------ | ------ |
| 2016-2017            | Volyn'               | PL                   | 5          | 0          | CU              | 0               | 0               |                    | -                  | -                  |             | -           | -           | 5      | 0      |        |
| 2017-2018            | Volyn'               | 1L                   | 15         | 1          | CU              | 0               | 0               |                    | -                  | -                  |             | -           | -           | 15     | 1      |        |
| Totale Volyn         | Totale Volyn         | Totale Volyn         | 20         | 1          |                 | 0               | 0               |                    | -                  | -                  |             | -           | -           | 20     | 1      |        |
| 2018-2019            | Viktoria Colonia     | 3L                   | 0          | 0          | CG              | 0               | 0               |                    | -                  | -                  |             | -           | -           | 0      | 0      |        |
| 2019-2020            | Metalist 1925        | 1L                   | 10         | 0          | CU              | 1               | 0               |                    | -                  | -                  |             | -           | -           | 11     | 0      |        |
| 2020-2021            | Metalist 1925        | 1L                   | 23         | 3          | CU              | 0               | 0               |                    | -                  | -                  |             | -           | -           | 23     | 3      |        |
| 2021-2022            | Metalist 1925        | PL                   | 6          | 0          | CU              | 0               | 0               |                    | -                  | -                  |             | -           | -           | 6      | 0      |        |
| 2022-2023            | Metalist 1925        | PL                   | 21         | 1          |                 | -               | -               |                    | -                  | -                  |             | -           | -           | 21     | 1      |        |
| 2023-2024            | Metalist 1925        | PL                   | 12         | 3          | CU              | 1               | 1               |                    | -                  | -                  |             | -           | -           | 13     | 4      |        |
| Totale Metalist 1925 | Totale Metalist 1925 | Totale Metalist 1925 | 82         | 7          |                 | 2               | 1               |                    | -                  | -                  |             | -           | -           | 84     | 8      |        |
| Totale carriera      | Totale carriera      | Totale carriera      | 102        | 8          |                 | 2               | 1               |                    | -                  | -                  |             | -           | -           | 104    | 9      |        |